# Pando (Uruguai)
Pando és una ciutat de l'Uruguai, ubicada al departament de Canelones, sobre la ruta nacional 8. Representa un important centre comercial i industrial a la zona est del departament. Té una població de 30.134 habitants, però la seva àrea d'influència assoleix els 70.000 habitants.

## Història

Ubicació de Pando (en vermell) al departament de Canelones.

El seu procés fundacional comença el 1780, i és declarada ciutat el 5 d'agost. Cap al segle xviii, a vores del denominat en aquells temps "Rierol de Las Carretas", es va establir un ciutadà espanyol procedent de Buenos Aires, de nom Antonio de Pando y Patiño, per desenvolupar la indústria del cuir que consistia a pescar bestiar boví, extraient i salant els cuirs per enviar-los a la ciutat d'on provenia. Es desplaçaven en barques pel curs del rierol cap al mar, on els esperaven per embarcar la mercaderia.
Quan Bruno Mauricio de Zabala ordena el repartiment de terres que realitzava Pedro Millán, se li adjudica en aquesta zona, un terreny a Bernardo Gaytán, que va ser un dels primers pobladors de Pando.
Al lloc destinat al futur poble ja estava construïda una capella on veneraven una verge de fusta de la Immaculada Concepció. Teresa Gaytán de Menezes i Francisco Menezes, van obtenir de l'Ajuntament l'autorització corresponent i s'estableix el dia 30 de març de 1788 com a data de fundació.
El primer poblador va ser Domingo Recoba, qui va construir una casa de sostre de palla i parets de pedra a 100 metres de la capella. Aquest terreny va ser atorgat directament per Francisco Menezes, i els següents als altres pobladors, al capellà Estanislao de la Mata i l'evangelista Miguel Rodríguez.
La primitiva capella mancava de campana, per la qual cosa tenia dues pedres que, en xocar una contra l'altra, emetien bastant so. Es recorda la visita del Bisbe de Buenos Aires, Benito Lué y Riega, quan ja el fervor de l'emancipació entrava entre els pobladors.

### Seglexix
L'estada el maig de 1806 del General José Gervasio Artigas en la guàrdia de Pando, creada a mitjan 1700 a fi de protegir la costa del Riu de la Plata i a les propietats que en aquells temps eren assolades per malfactors que cometien tota classe d'actes criminals, li va portar a acampar a la zona dels Tres Ombúes, que avui forma part del centre de la ciutat.
Entre 1825 i 1830, durant el període en el qual la llavors Província Cisplatina, que es trobava sota domini portuguès, s'independitza i es proclama com l'actual República Oriental de l'Uruguai, les gestes es van manifestar amb reunions i diversions pròpies de l'època.
En les primeres dècades el progrés va ser lent, però després de l'arribo de tres-cents immigrants de diverses nacionalitats cap a l'any 1850, comença una nova etapa de creixement.
El 20 de maig de 1855 es col·loca la pedra fonamental de l'actual Temple Parroquial, a la inauguració del qual el 1869 assisteix el llavors president Lorenzo Batlle i la seva esposa Amalia Ordóñez.
L'1 de gener de 1870 es beneeixen les dues campanes i apadrinen aquesta cerimònia el representant del Rei d'Itàlia, Juan Bautista Raffo i Filomena Savoldi de Ricaldoni. La campana més petita, va ser donada pel rector Cosme Damián de Olascoaga, i, la gran, per la colònia italiana.
Amb la instal·lació del ferrocarril, obra de l'enginyer Luis Andreoni, comença una etapa industrial: "Albino Olmos e Ingeniero Andreoni" amb molins de farina; Julio Meillet i Miguel Carrio amb una destil·leria d'alcohol; Pedro Elizalde amb un petit forn i una fàbrica d'ampolles, i el jove George Triay, d'origen anglosaxó, amb una manufactura de tabacs.
Per aquest lloc va ser el passatge de la diligència cap a Minas i Maldonado i viceversa a Montevideo, la posta del qual va ser a l'hotel de Lorenzo Garibaldi, establert en una de les places. Contigu a aquest local es trobava el teatre Unión y Progreso, iniciador de la tasca cultural i que va tenir com pioners a l'esmentat senyor, conjuntament amb el doctor Juan Aquiles Faye, Nicasio Iturria, Pedro Laferrere, i Carlos M. Furriol, entre d'altres.
Respecte a l'ensenyament, l'escola municipal estava funcionant en l'època de reforma escolar de José Pedro Varela. Després es creen els col·legis catòlics i, a més, hi havia mestres particulars que feien classes perquè els immigrants preferien instruir els seus fills en el seu propi idioma.

### Segle XX
El 1919, es col·loca asfalt als primers carrers, per obra de Pedro Stelardo. Un any més tard, el 1920, s'encén la primera làmpada elèctrica amb una bateria que generava el corrent a utilitzar.
En la dècada de 1920 a 1930, es crea la Plaça d'Esports, l'hospital, i diverses oficines públiques, com la sucursal del Banco de la República. Hi havia comerços importants i un banc particular creat amb els estalvis de diversos veïns, anomenat Caja Popular de Pando (en català, "Caixa Popular de Pando").
Va ser bressol i inspiració de poetes, metges humanitaris, intel·lectuals, i artesans de diversa índole. Així mateix, va ser elegit lloc de vacances per personalitats com el General Máximo Santos, expresident de la República, pels metges Manuel Quintela, Domingo Pittamiglio, Rodolfo Mezzera, Julio C. Bastos; i empresaris com Mateo Zerboni, l'enginyer Juan P. Fabini, i els escultors Juan S. Aniello i José Belloni. Aquest últim, en examinar antigues carretes d'eixos de fusta en una tradicional fusteria del lloc, va aconseguir l'esbós de la seva immortal obra, la que després porta el motlle a Gènova per plasmar en el bronze.
El 1969, la ciutat va ser l'escenari de la coneguda "Presa de Pando", quan un grup armat de guerrillers van prendre el control de la comissaria en protesta al govern.

## Fills il·lustres
- Pablo García, futbolista.
- Máximo Santos, president de l'Uruguai entre 1882 i 1886.
- Armonía Somers, escriptora i pedagoga.